# Heini Halberstam
Heini Halberstam (* 11. September 1926 in Brüx, Tschechoslowakei; † 25. Januar 2014 in Champaign, Illinois) war ein britischer Mathematiker, der sich mit analytischer Zahlentheorie beschäftigte.
Heini Halberstam flüchtete als Jude vor den Nationalsozialisten mit einem „Kindertransport“ nach England, wo er 1946 am University College London seinen Bachelor- und 1948 seinen Master-Abschluss machte und 1952 bei Theodor Estermann promovierte, mit einer Arbeit aus dem Umkreis des Waring-Problems. Ab 1946 war er Lecturer an der University of Essex, ab 1957 Reader am Royal Holloway College der Universität London und ab 1962 Erasmus Smith Professor am Trinity College in Dublin. Ab 1964 war er Professor an der University of Nottingham (mehrmals als Vorsitzender der Mathematik-Fakultät) und ab 1980 an der University of Illinois at Urbana-Champaign (UIUC) als Vorsitzender der Mathematik-Fakultät, wo er seit 1996 Professor Emeritus war. 1966 war er Gastprofessor an der University of Michigan in Ann Arbor und 1973 an der Universität Tel Aviv.
Halberstam verfasste mit Richert ein Standardwerk über Siebmethoden. Er war auch in der Mathematikpädagogik aktiv (unter anderem als Gründungsmitglied des Shell Centre for Mathematics Education in Nottingham) und war Mitherausgeber der Gesammelten Werke von Harold Davenport (mit dem er auch veröffentlichte), John Edensor Littlewood, William Rowan Hamilton und Loo-Keng Hua. Er war Fellow der American Mathematical Society.
Von ihm und Peter D. T. A. Elliott stammt die Vermutung von Elliott und Halberstam über das Verhalten des Fehlerterms in der quantitativen Version des Dirichletschen Primzahlsatzes (1968).
Er war seit 1972 mit Doreen Bramley verheiratet und hatte mit ihr vier Kinder.

## Schriften
- mit Hans-Egon Richert: Sieve Methods. Academic Press 1974
- mit Klaus Friedrich Roth: Sequences. Oxford 1966, Springer 1983
- mit Harold Diamond und William Galway: A higher dimensional sieve method. Cambridge University Press 2008